# East Feliciana Parish
East Feliciana Parish is een parish in de Amerikaanse staat Louisiana.
De parish heeft een landoppervlakte van 1.174 km² en telt 21.360 inwoners (volkstelling 2000). De hoofdplaats is Clinton.

## Bevolkingsontwikkeling

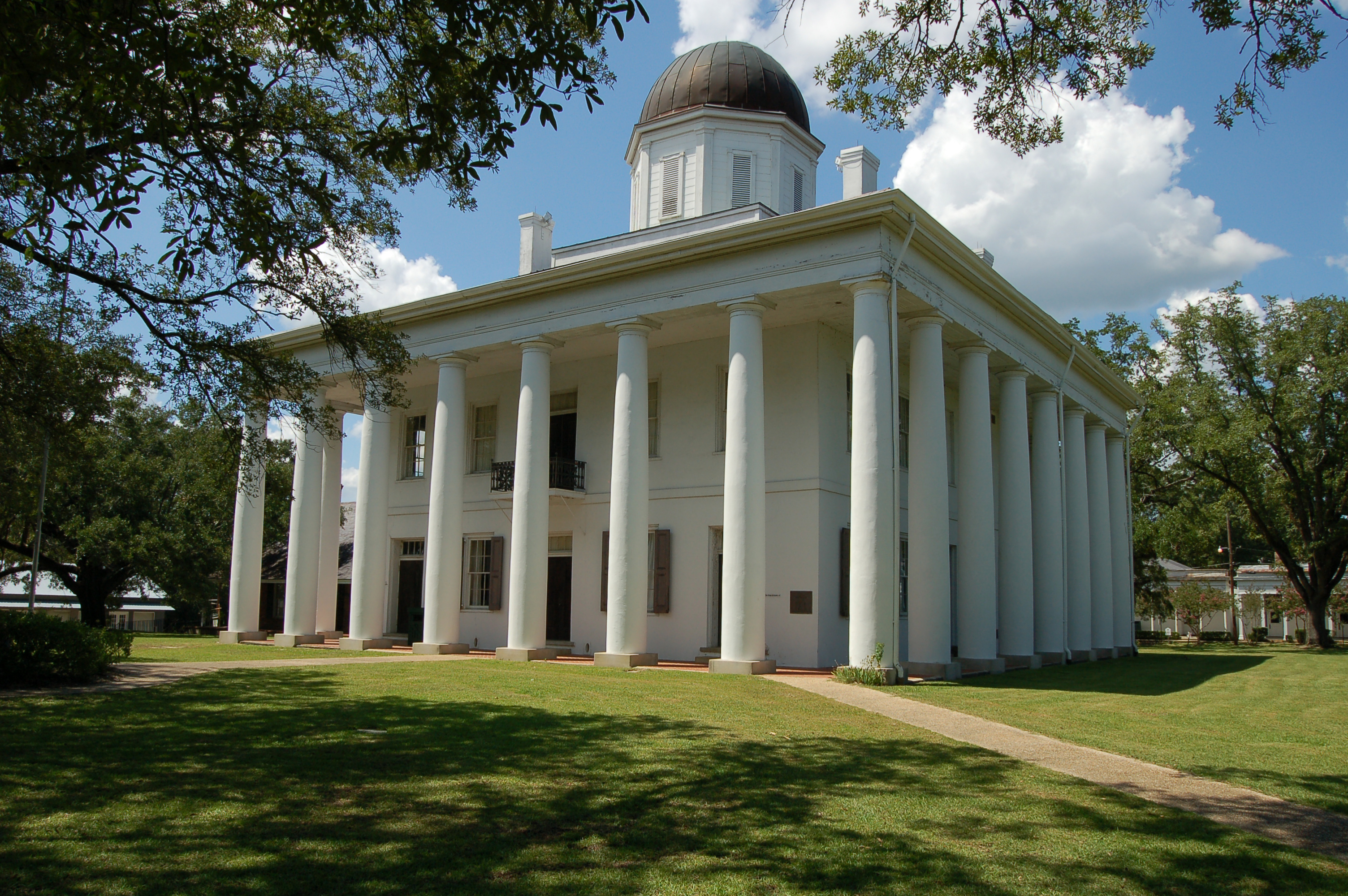
East Feliciana Parish Courthouse